# Bosse Bergman
Bosse Bergman, född 8 september 1942 i Fagersta, död 19 oktober 2018 i Stockholm, var en svensk stadsbyggnadshistoriker, författare och forskare.
Bosse Bergman var frilansande kulturskribent på Göteborgsposten 1970–1972 och Aftonbladet 1979–1984, vid institutet för arkitektur på Chalmers 1970–1973, (doktorsexamen där 1984), Lunds Tekniska Högskola 1985–1991 och sedan år 2000 på Kungliga Tekniska Högskolan (KTH) i Stockholm, institutet för samhällsplanering och miljö.

## Böcker
- Den socialism vi kämpar för. Stockholm: RMF-press. 1973, (finska 1977, norska 1979). ISBN 91-7362-010-6
- Nazismen som byggherre. Göteborg: Korpen. 1976. ISBN 91-7374-026-8
- Hela staden, prosadikter om staden, arkitekturen och politiken. Göteborg: Korpen. 1978. ISBN 91-7374-106-X
- Han ville staden. Stockholm: Bokomotiv. 1980. ISBN 91-7618-012-3
- Halva staden - en idéhistorisk berättelse om London och Trädgårdsstaden. Göteborg: Korpen. 1984. ISBN 91-7374-062-4
- Manhattan också!. Lund: Institutionen för Byggnadsfunktionslära. LTH. 1985. ISBN 91-7740-020-8
- Bergman, Bosse; Leijonhufvud Sten (1985). Längs drakens rygg - med Malmskillnadsgatan genom maktens City. Stockholm: Carlssons. ISBN 91-7798-042-5
- Stockholm - en vykortsdröm. Stockholm: Stockholmia förlag, ingår i monografiserien. 1987. ISBN 91-38-09923-3
- Bergman, Bosse; Hjärne Lars, Olsson Sören (1991). Stadsliv och grannskap. Gävle: Statens institut för byggnadsforskning. ISBN 91-7111-025-9
- Gallerian i centrum, Forskningsrapport. Stockholm: Statens råd för byggnadsforskning. 1996
- Bergman, Bosse; Gullberg Anders (1997). Trafik och detaljhandel i efterkrigstidens cityomvandling, Forskningsrapport. Stockholm: Nordiska institutet för samhällsplanering/Statens råd för byggnadsforskning
- Stormarknad eller stadskärna?. Stockholm: KTH:s rapportserie TRITA-HST. 1999
- Storgatan genom Växjö. Sundsvall: Hæggström. 1999. ISBN 91-973722-2-6
- Klara 1950 - gator och näringar i en citystadsdel. Stockholm: Stockholmia förlag, ingår i monografiserien. 2001. ISBN 91-7031-104-8
- Bergman, Bosse; Dyrssen Catharina (2003). Stadsfronter - gränser mot land, himmel, vatten och underjord i Chicago, Detroit och Montreal. Göteborg: Institutionen för Arkitektur, CTH
- Handelsplats shopping stadsliv - en historik om butiksformer, säljritualer och det moderna stadslivets trivialisering. Stockholm: Symposion. 2003. ISBN 91-7139-590-3
- Bergman, Bosse; Rudberg Eva, red, Caldenby Claes och Gullberg Anders (2004). Tage William-Olsson - stridbar planerare och visionär arkitekt. Stockholm: Stockholmia förlag. ISBN 91-7031-138-2
- E4-staden – det trafikala stadslandskapet längs E4:an genom Stockholm. Stockholm: Stockholmia förlag, ingår i monografiserien. 2008. ISBN 978-91-7031-203-8
- E4:an mot för mot – platser och bebyggelse längs Stockholms trafikala ryggrad. Stockholm: Stockholmia förlag, ingår i monografiserien. 2008. ISBN 978-91-7031-205-2
- En gång talade man om Staden. Texter 1968-2010. Stockholm: Axl Books. 2010. ISBN 978-91-978598-4-4

## Essäer och uppsatser i antologier och tidskrifter
- Stadsbygget som politisk strategi (presentation av Henri Lefebvre). Stockholm: Ord&Bild. 6/1974
- Bland barrikader och boulevarder. Stockholm: Ord&Bild. 7/1976
- Experimentet Dalton City - reflexioner om småstadsutopin och storstadens framtid. Stockholm: Ord&Bild. 2-3/1979
- Bergman, Bosse; Kempe Jessica (8/1980). När bruksvaran blev konstverk. Stockholm: Ord&Bild
- Bergman, Bosse; Werne Finn (red) (1982). När arbetarna byggde sitt - en fri berättelse om arbetargårdarna i Wien. I "Människan står i tur", bok tillägnad Elias Cornell. Göteborg: Institutionen för Arkitektur, CTH. ISBN 91-7032-066-7
- Kungsgatan - Ivar Los och andras. Stockholm: Allt om böcker. 7-8/1983
- Stenstaden lever - exemplet Vasastan. Stockholm: Nordiska institutet för samhällsplanering. 1985
- Överglasning: mode och modernistisk tradition : bakgrunden till en takforms epidemiska spridning. Aarhus: Nordisk Arkitekturforskning. 1-2/1989
- Vänstern och stadsfientligheten. Stockholm: 90-tal. 4/1991
- Köpcentrumet och stadslivets trivialisering. Aarhus: Nordisk Arkitekturforskning. 3/1989
- Bergman, Bosse; Schéele Annika (red) (2000). Terapi för provinsmetropoler i "Stadens etik". Stockholm: Boinstitutet. ISBN 91-89252-11-X
- Bergman, Bosse; Sörenson Ulf (red) (2004). I konstnärens öga i "Slussen vid Söderström". Stockholm: Samfundet S:t Erik. ISBN 91-85267-21-X
- Bergman, Bosse; Sörenson Ulf (red) (2004). Klöverbladet i "Slussen vid Söderström". Stockholm: Samfundet S:t Erik. ISBN 91-85267-21-X
- Staden på spåren. Stockholm: Arkitektur. 7/2005
- Handelsplatserna som skapade staden - från marknadsplats till externcentra. Stockholm: Arkitektur. 1/2005
- Bergman, Bosse; Gullberg Anders (red) (2006). "Tensta i regionplaneringen i "Tensta utanför mitt fönster". Stockholm: Stockholmia förlag. ISBN 91-7031-163-3
- Bergman, Bosse; Gullberg Anders (red) (2007). Visioner och stadsstrukturer i "Bilder av framtidsstaden: tid och rum för hållbar utveckling. Stockholm: Symposion. ISBN 978-91-7139-714-0
- Bergman, Bosse; Lieberg Mats (red) (2010). Gallerian som klassrum i "Den lärande staden". Umeå: Boréa. ISBN 978-91-89140-65-3